# Józef Szymon Bellotti
Szymon Józef Bellotti, wł. Simone Giuseppe Belotti (ur. na Murano, zm. w 1708) – barokowy architekt i sztukator pochodzący z Włoch.

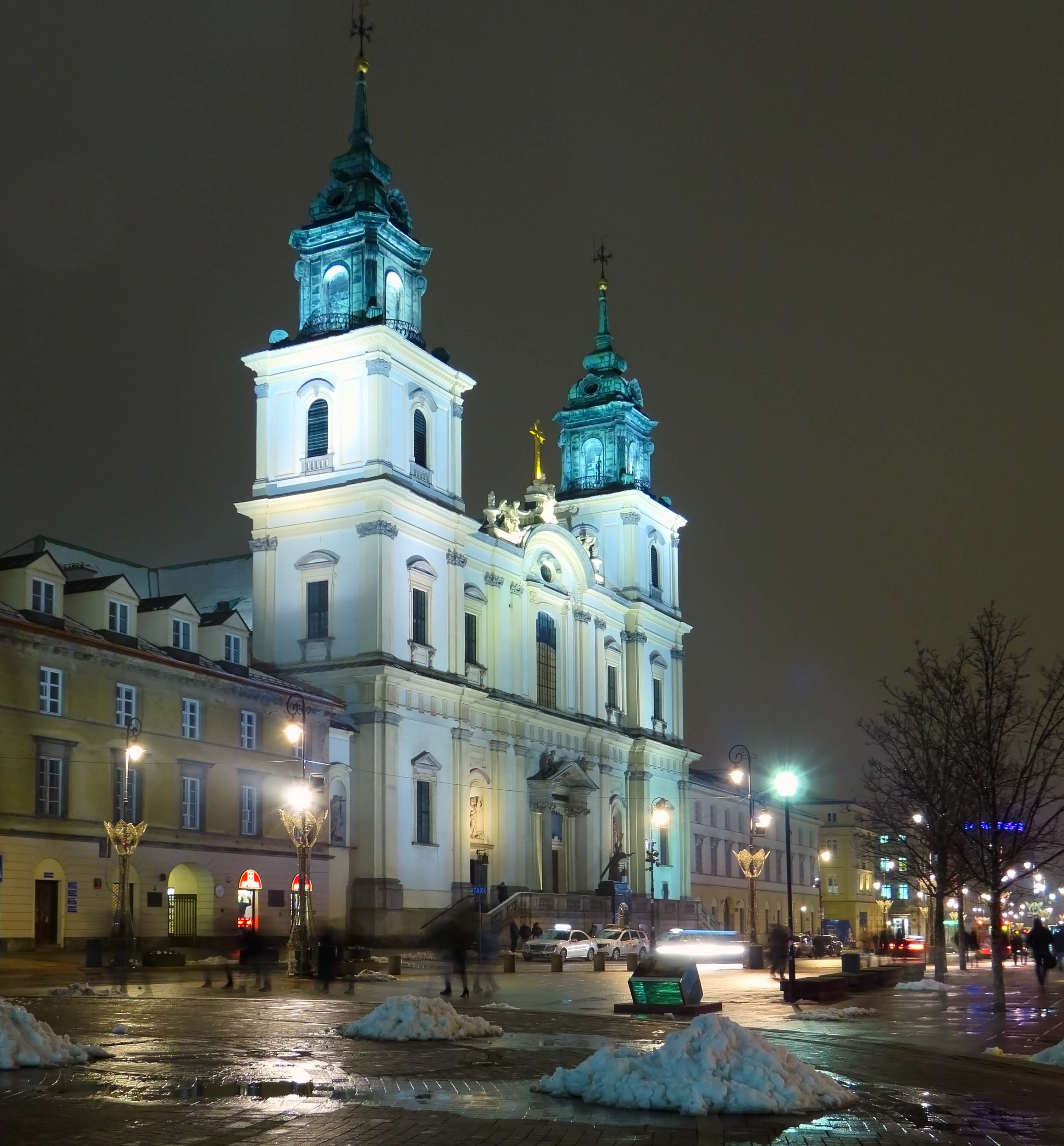
Bazylika Świętego Krzyża w Warszawie

## Życiorys
Józef Szymon Bellotti działał w Polsce od lat 60. XVII wieku. Był nadwornym architektem Michała Korybuta Wiśniowieckiego i Jana III Sobieskiego. Jego żoną była Marianna Olewicka.
Otrzymał od króla ziemię pod Warszawą, na której wybudował pałac nazwany Murano. Nazwa, w spolonizowanej w XVIII wieku formie Muranów, zachowała się do dziś.

## Ważniejsze dzieła
Projekty własne:

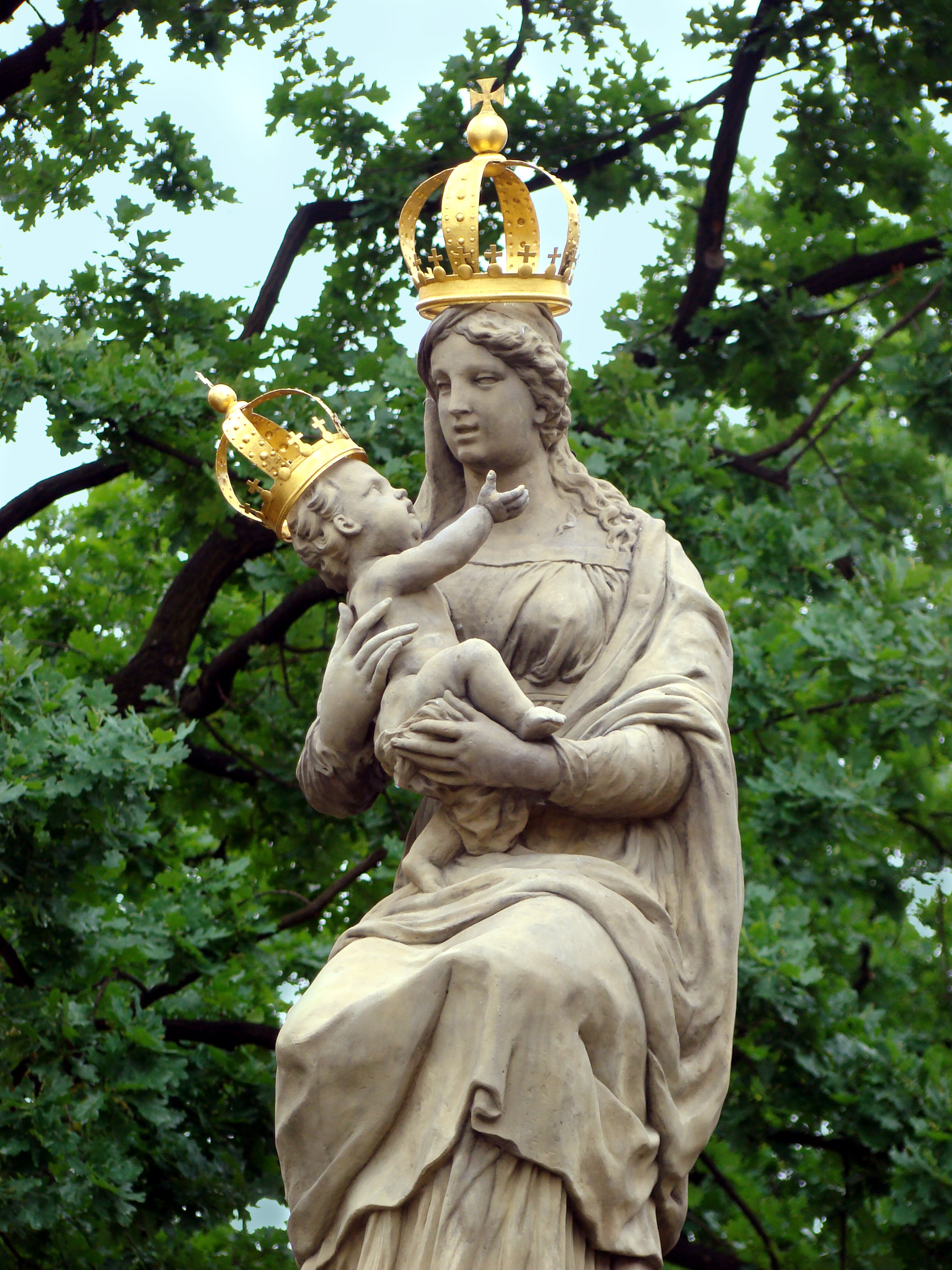
Figura Matki Boskiej Pasawskiej w Warszawie

- kościół św. Krzyża w Warszawie (1679-96),
- zamek Leszczyńskich w Rydzynie (ukończony 1695)[3],
- figura wotywna Matki Boskiej Passawskiej przy Krakowskim Przedmieściu w Warszawie (1683),
- i najprawdopodobniej kościół św. Antoniego z Padwy przy ul. Senatorskiej.

Poza tym współpracował z Tylmanem z Gameren przy:
- budowie pałacu Krasińskich w Warszawie,
- budowie kaplicy Kotowskich w kościele św. Jacka w Warszawie,
- przebudowie katedry w Łomży (1691–1692)[4],
- przebudowie kościoła cystersów w Lądzie (1681−1685),
- kościele seminaryjnym Wniebowzięcia Najświętszej Maryi Panny i św. Józefa Oblubieńca w Warszawie.

Dekoracje sztukatorskie:
- pałac Krasińskich (1689-95),
- pałac w Wilanowie,
- liczne kościoły w Polsce (m.in. kościół św. Mikołaja w Lesznie).